# Benarrabá
Benarrabá ist ein südspanischer Ort und eine Gemeinde (municipio) mit nur noch 462 Einwohnern (Stand: 2024) in der Provinz Málaga in der autonomen Gemeinschaft Andalusien.

## Lage und Klima
Der Ort Benarrabá liegt an einem Hang in den zerklüfteten und bewaldeten Bergen im Süden der Serranía de Ronda ca. 2 km westlich des Río Genal in einer Höhe von ca. 560 m. Die Stadt Gibraltar befindet sich knapp 70 km (Fahrtstrecke) südlich. Das Klima ist gemäßigt bis warm; Regen (ca. 775 mm/Jahr) fällt überwiegend im Winterhalbjahr.

## Bevölkerungsentwicklung
| Jahr      | 1857  | 1900  | 1950  | 2000 | 2020 |
| Einwohner | 1.581 | 1.595 | 1.628 | 522  | 441  |

Die Mechanisierung der Landwirtschaft, die Aufgabe bäuerlicher Kleinbetriebe (Höfesterben) und die daraus resultierende Arbeitslosigkeit haben zu einem immer noch anhaltenden Bevölkerungsschwund geführt (Landflucht).

## Wirtschaft
Der Ort und seine Bevölkerung sind traditionell von der Landwirtschaft abhängig. Angebaut werden Getreide, Wein, Oliven und Gemüsepflanzen wie Bohnen, Kichererbsen und Erbsen; traditionell spielen auch Esskastanien eine wichtige Rolle. Im 18. Jahrhundert erlebte Benarrabá einen wirtschaftlichen Aufschwung, der vor allem auf die Wein- und Schnapsherstellung zurückzuführen war. In den 1960er Jahren begann man mit der Entwicklung des Tourismus in Form der Vermietung von Ferienwohnungen (casas rurales).

## Geschichte
Es wird davon ausgegangen, dass der Ort in der islamischen Epoche der Region durch Angehörige des Berberstammes der Beni Rabbah („Söhne des Rabah“) gegründet wurde. Die ersten Siedler errichteten am Monte Porón eine (heute nicht mehr vorhandene) Festung, von der sie einen umfassenden Blick bis in die benachbarten Ortschaften Jubrique, Gaucín, Algatocín und Genalguacil hatten. Dadurch konnten weite Teile des Tals des Río Genal überwacht und verteidigt werden. Nach der Rückeroberung (reconquista) der Siedlung durch die Christen in der Zeit um 1485 kamen der Ort und die umliegenden Ländereien in die Hände des Hauses Medina-Sidonia.

## Sehenswürdigkeiten

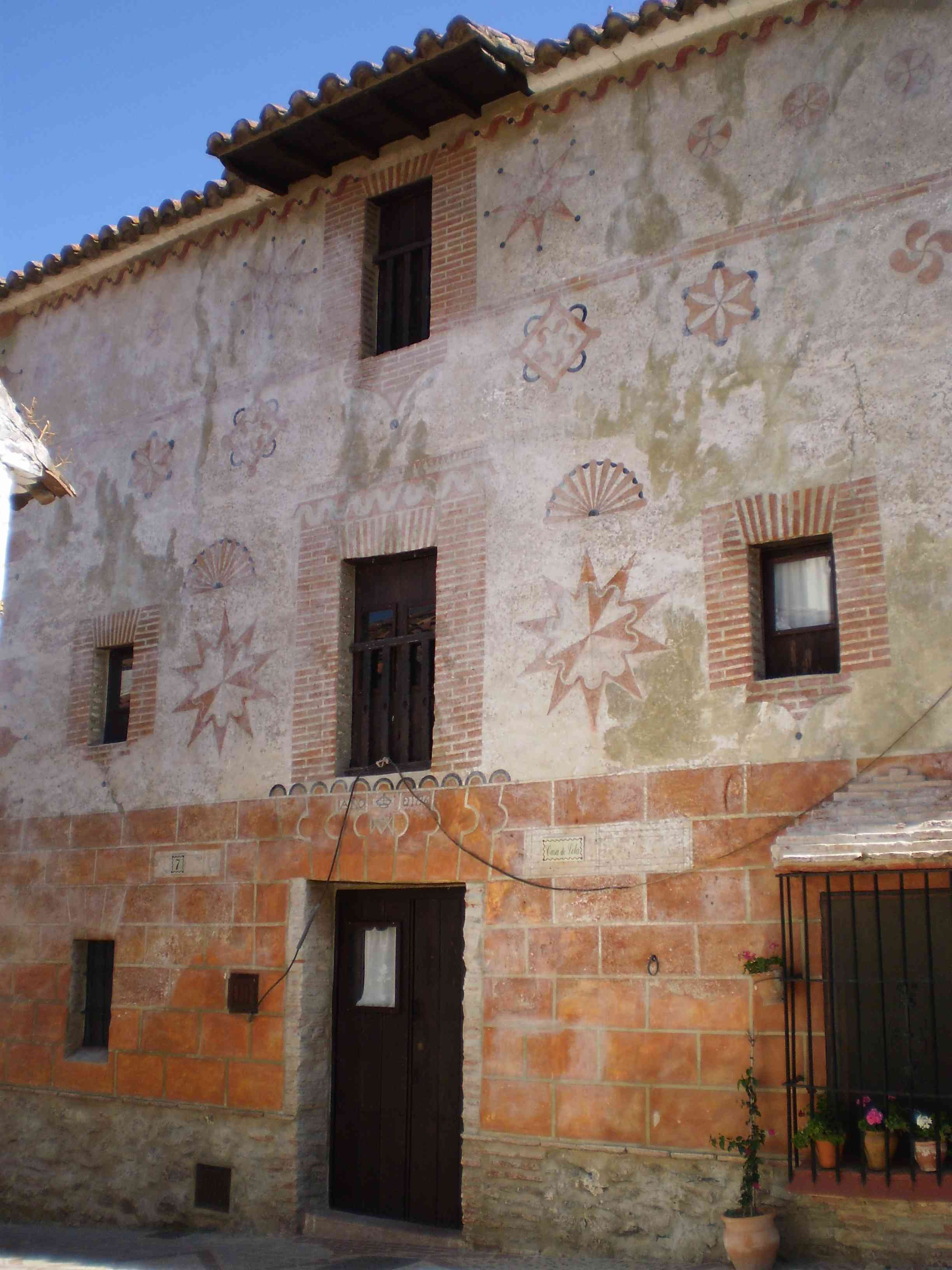
Benarrabá – Casa Lola

- Die dreischiffige Iglesia Nuestra Señora de la Encarnación wurde in der ersten Hälfte des 18. Jahrhunderts errichtet und später mehrfach umgebaut. Originell ist die Vierungskuppel mit ihren Stuckfiguren und Ornamenten.[6]
- Die am Ortsrand befindliche Ermita de la Vera Cruz ist einschiffig und wird von einem hölzernen Dachstuhl überspannt.[7]
- Die überwiegend sternförmigen Fassadenmalereien der im 18. Jahrhundert erbauten Casa Lola sind höchst originell; auch ein keltisch-baskisches Blattkreuz (lauburu) ist zu sehen. Darüber hinaus zeigen sie, dass zu dieser Zeit einige Personen des abgelegenen Bergdorfs über genügend Geld verfügten.[8]
- Im Ort haben sich mehrere Brunnen (fuentes) erhalten, die auch als Viehtränken (abrevaderos) genutzt werden konnten.